# آنتون میهدا
آنتون میهدا (انگلیسی: Anton Myhda؛ زادهٔ ۲۲ ژوئیهٔ ۱۹۹۵) ورزشکار دوگانه اهل اوکراین است که در جشنواره المپیک جوانان اروپا در سال 2013 حضور داشت.